# Scutellaria intermedia
Scutellaria intermedia là một loài thực vật có hoa trong họ Hoa môi. Loài này được Popov miêu tả khoa học đầu tiên năm 1926.